# Diamantes de Bristol
Los popularmente conocidos como diamantes de Bristol (nombre original en inglés: Bristol diamonds) son cristales de cuarzo que se encuentran generalmente en forma de geoda en las formaciones geológicas rocosas de conglomerados dolomíticos presentes en la garganta del Avon en Bristol, Inglaterra. Su origen se remonta a procesos geológicos del período Triásico, de hace entre 250 y 200 millones de años.
Se convirtieron en recuerdos populares para los visitantes del balneario de Hotwells (Bristol) durante los siglos XVIII y XIX. El periodista John Evelyn y la escritora de viajes Celia Fiennes incluyeron en sus escritos descripciones de este mineral. En la cultura popular llegaron a ser un sinónimo de algo brillante pero sin valor.

## Origen
El conglomerado dolomítico se formó durante el período Triásico (hace aproximadamente entre 250 y 200 millones de años) en la graganta del río Avon (que limita con la ciudad de Bristol), como resultado de la mezcla de arcillas con los desprendimientos de roca procedentes de los taludes de los acantilados de calizas carboníferas del desfiladero. Las geodas que contienen los diamantes de Bristol se encuentran frecuentemente en este conglomerado, en las áreas de Bridge Valley Road, Leigh Woods, Sea Mills y St Vincent's Rocks. Las geodas se formaron a partir de cuarzo, ya sea megacuarzo o cuarzo fibroso; y los propios diamantes son el resultado de la disolución de nódulos de anhidrita, que al dejar espacios vacíos, permitieron que pudieran crecer cristales de sílice en su interior.

## En la cultura popular
En el estudio topográfico de Gran Bretaña e Irlanda realizado por William Camden (publicado en 1586), los diamantes se describen así:

El lado este que da al río lleva el nombre de roca de San Vicente, y está tan lleno de diamantes que un hombre puede llenar sacos enteros o fanegas de ellos. No se ha restringido su búsqueda debido a que son muy abundantes. En colores brillantes y transparentes coinciden con los diamantes indios, si no los sobrepasan; y solo en dureza son inferiores a ellos, pero en el hecho de que la propia naturaleza los ha dotado con lados lisos de seis o cuatro ángulos, los creo, por lo tanto, dignos de ser objeto de mayor admiración. La otra roca también en el lado occidental está igualmente llena de diamantes, que por la maravillosa habilidad y obra de la naturaleza están encerrados como embriones dentro de las entrañas de pedernales huecos y rojizos, porque aquí la tierra es de color rojo.

En 1654, el cronista John Evelyn recaló en Bristol y, como muchos otros visitantes, fue a buscar diamantes, comentado que: "Lo que me resultó más estupendo fue la roca de San Vicente, cuyo precipicio es igual a cualquier cosa de esa naturaleza que haya visto en las cataratas más impresionantes de los Alpes. Aquí fuimos en busca de diamantes de Bristol y a los Hotwells a sus pies". La viajera inglesa de finales del siglo XVII, Celia Fiennes, los describió así:

Este lugar se encuentra justo al lado de St Vincents Rocks y hay grandes acantilados que parecen los límites del río Avon, cuyo cauce fue excavado en esas rocas. Allí se extraen diamantes de Bristol, que lucen muy brillantes y chispeantes, y que en su rudeza nativa tienen un gran brillo y son puntiagudos y están cortados como diamantes. Tenía una pieza tal como salió de la piedra, con la roca en la parte posterior, y me apareció como un grupo de diamantes pulidos y cortados irregularmente.

La sala central del Goldney Grotto, un elemento ornamentado de los jardines del siglo XVIII en Goldney House, Clifton, contiene columnas cubiertas con estos cristales. A menudo se hacía referencia a los diamantes como "ejemplos de brillo inútil y engañoso". Thomas Carlyle, en una carta fechada en 1828, los utilizó en un símil despreciando la última obra del poeta Thomas Moore, por ser "resplandeciente con pan de oro y diamantes de Bristol, y por dentro estar hecha de simple arcilla de alfarero".
Los diamantes de Bristol se hicieron populares como recuerdo de viaje entre los visitantes del balneario de Hotwells a principios del siglo XIX, y también se utilizaron para joyería, aunque Benjamin Silliman, un viajero estadounidense de principios del siglo XIX, los consideró demasiado caros. Fueron descritos por Chilcott, en La nueva guía de Chilcott para Bristol, Clifton y los Hotwells (1826) como a veces "extremadamente claros y brillantes, y de naturaleza tan dura que cortan vidrio... a veces teñidos de amarillo, a veces de violeta".
Se exhibieron muestras de diamantes de Bristol como parte de la sección de geología de Bristol en la Gran Exposición de Londres de 1851.
Bristol Diamonds era el título de una popular farsa en un acto del dramaturgo del siglo XIX John Oxenford, estrenada en el St James's Theatre de Londres en 1862, y descrita por el Daily News como una "farsa capital, con una buena trama y un diálogo muy divertido". La novelista romántica del siglo XIX Emma Marshall publicó "Diamantes de Bristol: o Hotwells en el año 1773", cuya trama se centraba en un broche hecho de diamantes de Bristol.
La extracción manual y las canteras existentes en los siglos XVIII y XIX en la garganta del Avon han agotado el suministro de diamantes de Bristol que alguna vez estuvo disponible, aunque todavía se siguen descubriendo algunos ocasionalmente. Se pueden ver algunos ejemplares en el Museo de Geología de la Universidad de Brístol y en el Museo de la Ciudad de Bristol.